# 道詵
道詵（どうせん、ドソン、도선、827年 - 898年）は、新羅末期の禅僧。

## 人物
全羅道霊岩出身。第29代武烈王の子孫ともいわれる。15歳で出家し、月遊山華厳寺で経論を学んだ。846年には桐裏山門の恵徹禅師に参禅し、23歳で穿道寺で具戒を受けた。晞陽県の白鶏山玉龍寺に長く住持し、玉龍子と称され、一時は憲康王の師傅として出仕した。
朝鮮における風水説の始祖として高麗、李氏朝鮮を通じて大きな影響を与え、生前には新羅全土をめぐって山水の順逆を見て、開京の地理的優位性を指摘していたことから、弟子の慶甫の進言を受け入れた太祖王建によって高麗の首都に定められた。粛宗より王師、仁宗より先覚国師の号を追贈された。